# Disco King Mario
Disco King Mario (* 1. Juli 1956 in North Carolina; † etwa 1994) war ein US-amerikanischer Pionier des Hip-Hop. Er ist auch bekannt als DJ Mario und Mario the Disco King.

## Leben
Mario wurde in North Carolina geboren, zog aber bereits in jungen Jahren in die New Yorker Bronx, um der Arbeit auf den Baumwoll- und Tabakfeldern zu entgehen. Dort lebte er in den berüchtigten Bronxdale Housing Projects und gehörte der frühen Hip-Hop-Szene an. Er war außerdem Mitglied der Straßengang Black Spades und in Martial Arts geschult. So erarbeitete er sich einen Namen auf der Straße. In den frühen 1970ern war er einer der ersten DJs der Bronx. Sein älterer Bruder war ebenfalls DJ und nannte sich DJ Boogieman. Er startete ein Jahr später. Die Black Spades brachten noch weitere Hip-Hop-Legenden hervor, wie Kool DJ Dee und DJ Jazzy Jay. Disco King Mario war berühmt für seine Block Partys und veranstaltete regelmäßig Jams und DJ Battles.
Zusammen mit seiner Crew Chuck Chuck City veröffentlichte er mehrere Mixtapes. Seine Crew dominierte die Szene, bis die Zulu Nation entstand. Doch auch daran hatte Disco King Mario Anteil. Er lieh Afrika Bambaataa die technische Ausrüstung für dessen erste Auftritte als DJ. Bambaataas erstes DJ-Battle fand 1976 in der New Yorker Junior High School 123 gegen Mario statt.
Zusammen mit Bambaataa kontrollierte Mario zeitweise die gesamte südöstliche Bronx. DJs mussten entweder von Bambaataas Zulu Nation oder von Marios Chuck Chuck City eine Erlaubnis bekommen, bevor sie gefahrlos öffentlich auflegen konnten.
Während seiner Karriere veröffentlichte er kein einziges Album.
Disco King Mario starb im Alter von 38 Jahren, nachdem er bereits seit den 80er Jahren mit schweren Drogenproblemen zu kämpfen hatte.